# كيني شارف
كيني شارف (بالإنجليزية: Kenny Scharf)‏ هو فنان ورسام أمريكي، ولد في 1958 في هوليوود في الولايات المتحدة.

## وصلات خارجية
- الموقع الرسمي